# Rendiment nuclear

Comparació del rendiment (en quilotones) i pes (en quilograms) de diverses armes nuclears desenvolupades als Estats Units

El rendiment explosiu d'una arma nuclear, en anglès: yield of a nuclear weapon, és la quantitat d'energia descarregada quan detona una arma nuclear expressada normalment en “equivalent TNT” (la massa equivalent estandarditzada del trinitrotoluè la qual, si fos detonada, podria produir la mateixa descàrrega d'energia), ja sia en quilotones/kilotons (kt—thousands of tons of TNT) o en megatones/megatons (Mt—millions of tons of TNT), però de vegades també en terajoules (1 quilotó de TNT = 4.184 TJ). La convenció acceptada actualment es que un kt de TNT es defineix simplement com que és 1012 calories equivalent, més o menys igual al rendiment energètic de 1.000 tones de TNT.
La relació entre rendiment i pes (yield-to-weight ratio) és la quantitat de rendiment de l'arma comparada amb la massa de l'arma. El rendiment màxim pràctic per les armes de fusió (armes termonuclears) s'ha estimat en 6 megatones de TNT per tona mètrica de la massa de la bomba (25 TJ/kg). Se sap que algunes armes de la dècada de 1960 tenien rendiments de 5.2 megatones/tona o més. A partir d'aleshores els rendiments de les armes han disminuït degut als més petits caps de les bombes modernes.

## Exemples de rendiments d'armes nuclears
En l'ordre de rendiment creixent (la majoria són aproximats):

Radi comparatiu de la bola de foc per algunes armes nuclears. Al contrari de la imatge, que pot representar el radi inicial de la bola de foc, el radi mitjà màxim de la bola de foc de Castle Bravo, una explosió de contacte de 15 megatons, és entre 3,3 i 3,7 km, i no els 1,42 km que es representen a la imatge. De manera similar, el radi mitjà màxim de la bola de foc d'una explosió aèria a baixa altitud de 21 kilotons, que és l'estimació moderna de Fat Man, és de 0,21 a 0,24 km, i no els 0,1 km de la imatge.

| Bomba                                            | Rendiment | Rendiment | Notes                                                                                                   |
| Bomba                                            | kt TNT    | TJ        | Notes                                                                                                   |
| ------------------------------------------------ | --------- | --------- | --- |
| Davy Crockett                                    | 0.01      | 0.042     | Arma tàctica de Rendiment variable amb una massa de només 23 kg (51lb).                                 |
| Bomba de gravetat a Hiroshima ("Little Boy")     | 13–18     | 54–75     | Bomba de fissió “Gun type” urani 235.                                                                   |
| Bomba a Nagasaki ("Fat Man")                     | 20–22     | 84–92     | Bomba de fissió tipus plutoni 239.                                                                      |
| W76 warhead                                      | 100       | 420       | . |
| W87 warhead                                      | 300       | 1,300     | . |
| W88 warhead                                      | 475       | 1,990     | . |
| Ivy King device                                  | 500       | 2,100     | |
| B83 nuclear bomb                                 | variable  | variable  | Fins a 1,2 MtTNT, la bomba més potent dels Estats Units en servei actiu.                                |
| B53 nuclear bomb                                 | 9,000     | 38,000    | Va ser la bomba més potent dels Estats Units fins a l'any 2010, va ser desmantellada el 2011.           |
| Castle Bravo device                              | 15,000    | 63,000    | La més potent en proves nuclears als Estats Units.                                                      |
| EC17/Mk-17, la EC24/Mk-24, i la B41 (Mk-41)      | variable  | variable  | La bomba més potent dels Estats Units que mai ha existit amb un rendiment de 25 Mt.                     |
| Tota la sèrie de proves nuclear Operation Castle | 48,200    | 202,000   | |
| Bomba del Tsar                                   | 50,000    | 210,000   | La bomba més potent de la Unió Soviètica amb un rendiment de 50 megatones (50 milions de tones de TNT). |
| Totes les proves nuclears fins 1996              | 510,300   | 2,135,000 | Energia total gastada durant totes les proves nuclears.                                                 |